# يورن أوتسون

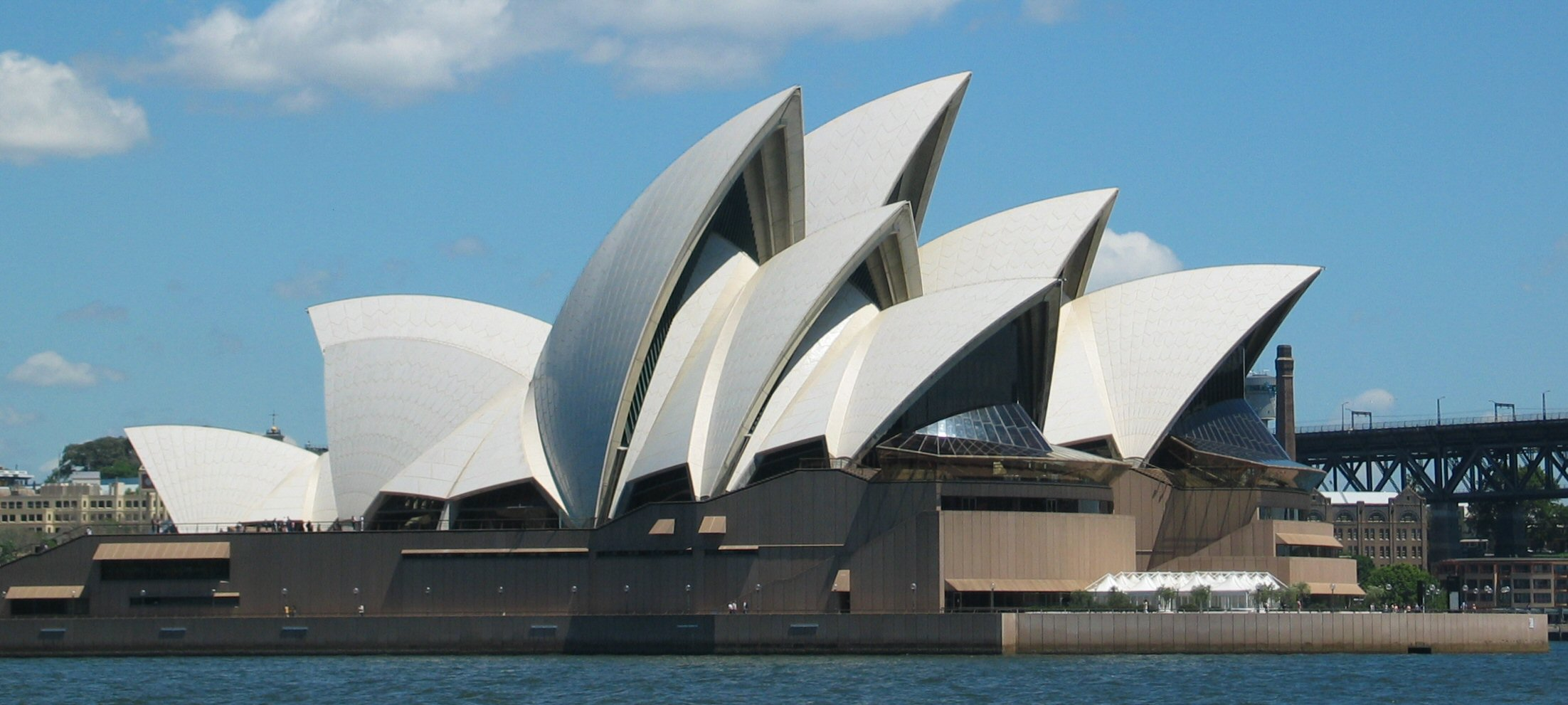
دار أوبرا سيدني، إحدى أعمال يورن يوتسون.

يورن أوتسون (بالدنماركية: Jørn Utzon)‏؛ (9 أبريل 1918 - 29 نوفمبر 2008)، مهندس معماري دنماركي من أشهر أعماله دار أوبرا سيدني ومبنى مجلس الأمة الكويتي. كان أوتسون من طلاب المعماري الدنماركي ستين أيلر راسموسين.

## معرض صور

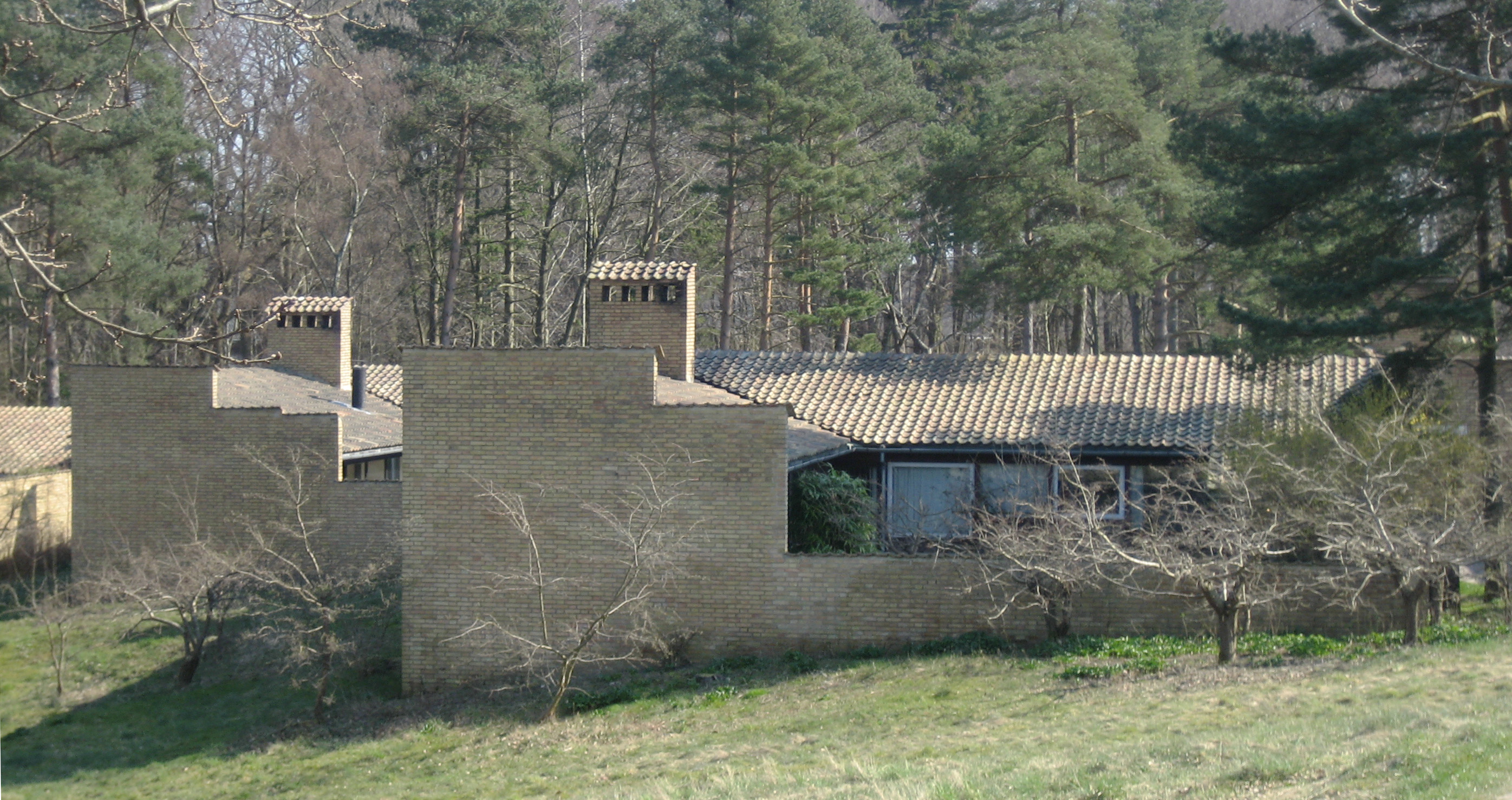
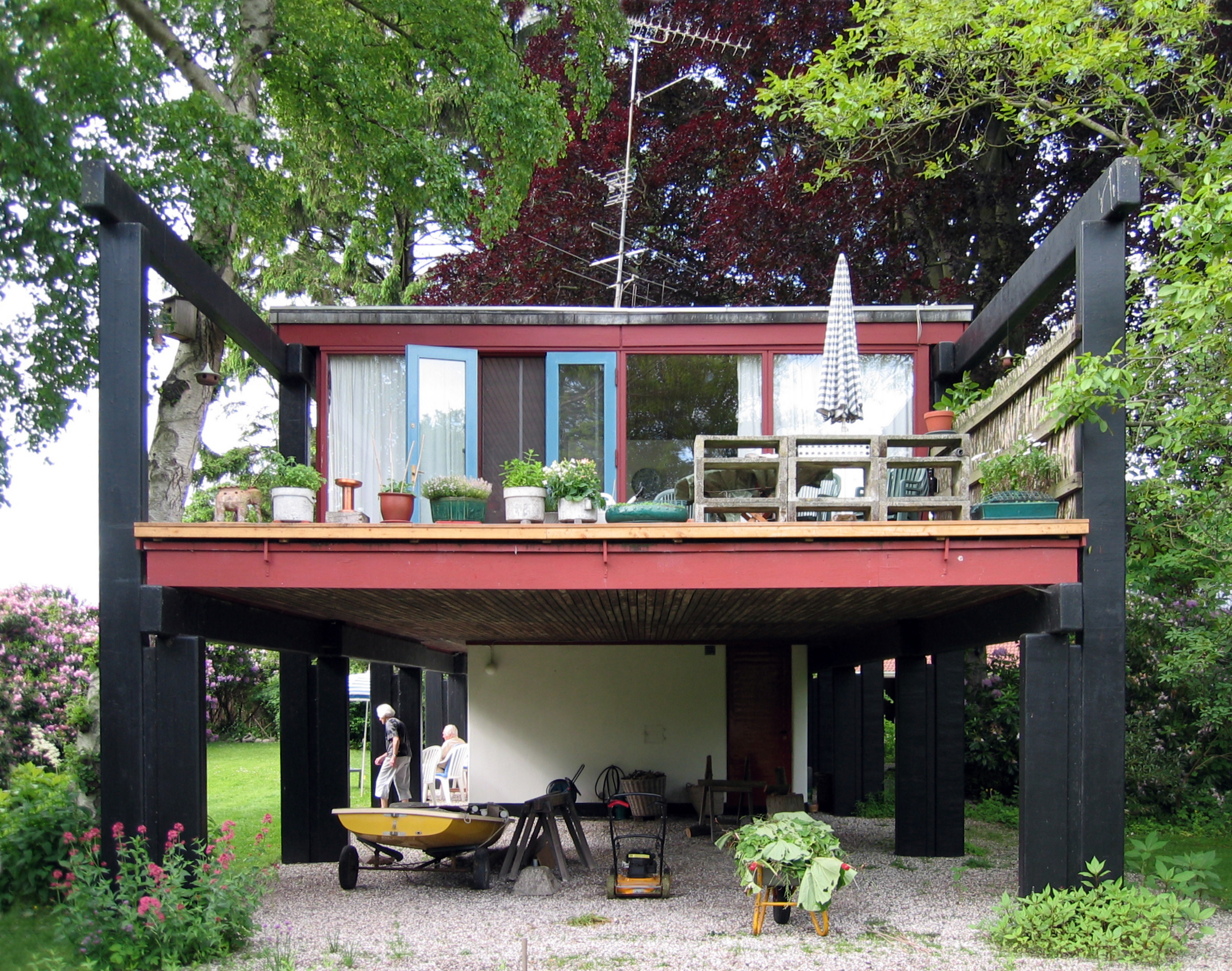
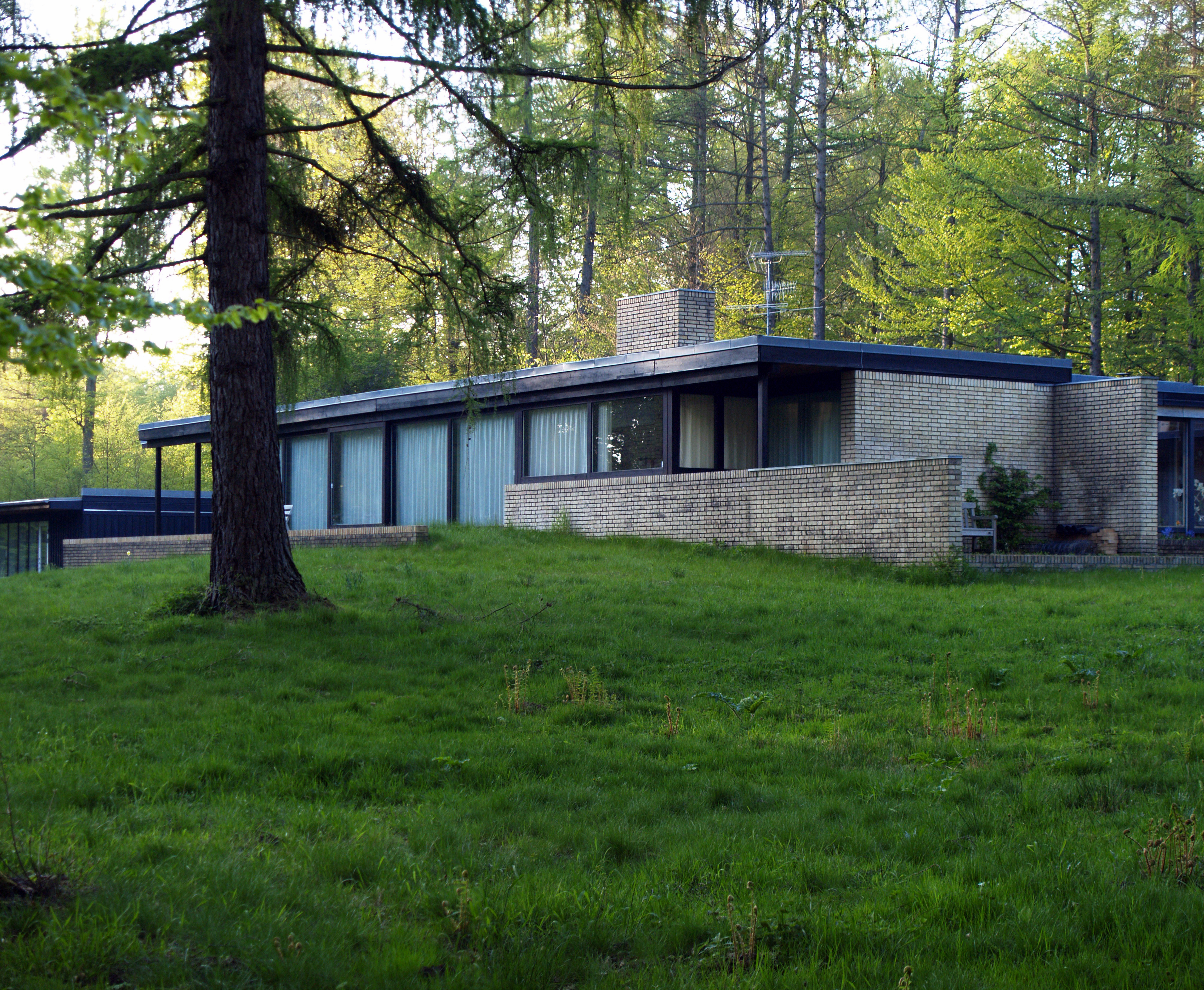
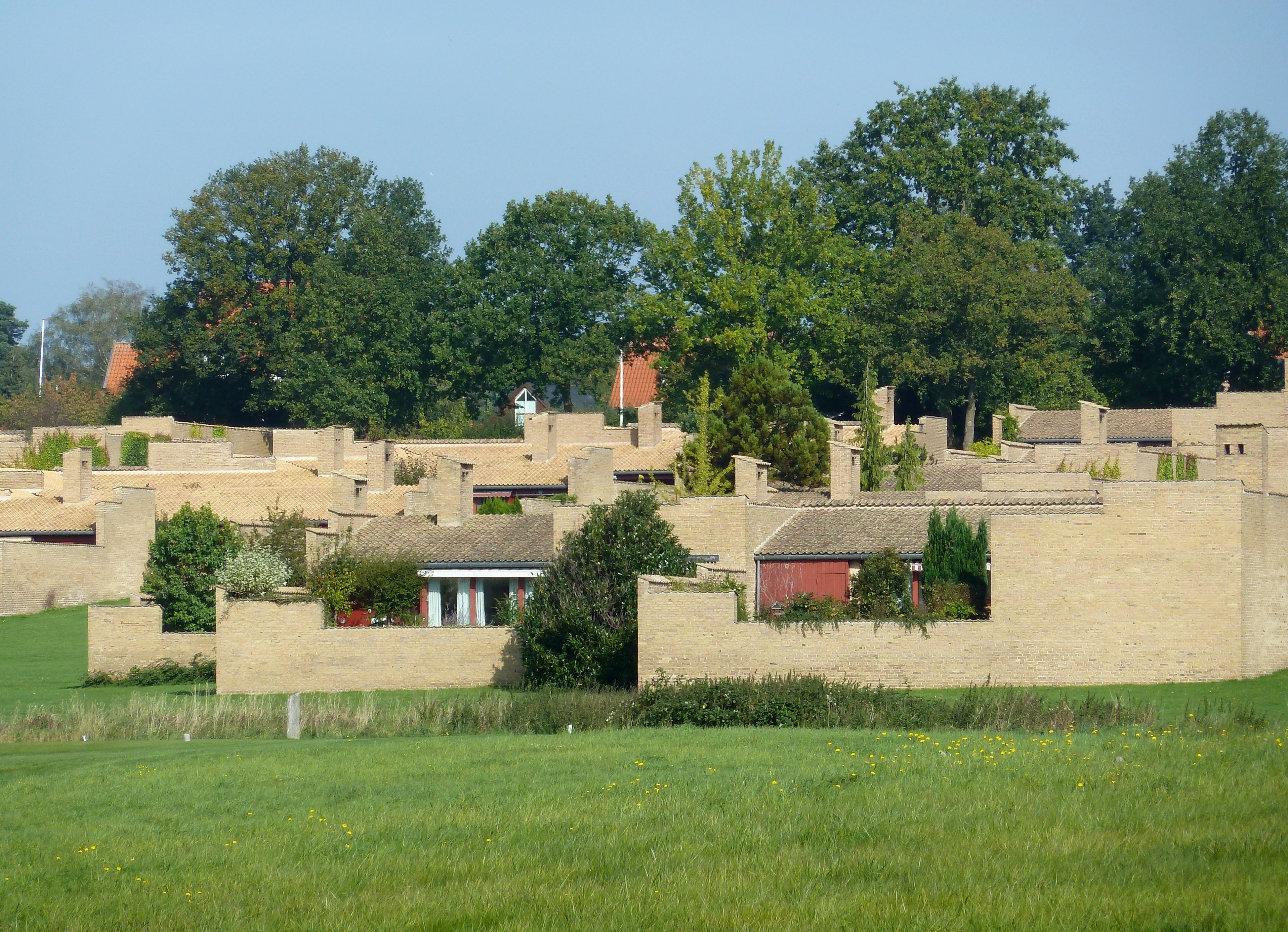

## روابط خارجية
- يورن أوتسون على موقع الموسوعة البريطانية (الإنجليزية)
- يورن أوتسون على موقع مونزينجر (الألمانية)
- يورن أوتسون على موقع إن إن دي بي (الإنجليزية)